# Etiennea cacao
Etiennea cacao är en insektsart som beskrevs av Hodgson 1991. Etiennea cacao ingår i släktet Etiennea och familjen skålsköldlöss.
Artens utbredningsområde är Nigeria. Inga underarter finns listade i Catalogue of Life.